# 1521

## Esdeveniments
Països Catalans
- 6 de febrer - Mallorca: les autoritats hi empresonen Joanot Colom i altres dirigents agermanats, cosa que l'endemà hi provocarà la revolta de les Germanies.
- 18 de juliol - Almenara (la Plana Baixa): les forces reialistes hi derroten els agermanats (batalla d'Almenara).
- 24 de juliol - Gandia (la Safor): els agermanats hi derroten les forces reialistes.
- 25 d'octubre - Mallorca: la Germania proclama Joanot Colom instador del poble, és a dir, cap dels agermanats, com a successor de Joan Crespí, que havia estat assassinat per son germà Francesc Colom.

Resta del món
- 3 de gener - la Ciutat del Vaticà (Roma): el papa Lleó X hi signa el decret amb el qual excomunica Martí Luter.
- 6 de març - les illes Marianes (Oceania): Fernão de Magalhães descobreix aquestes illes.

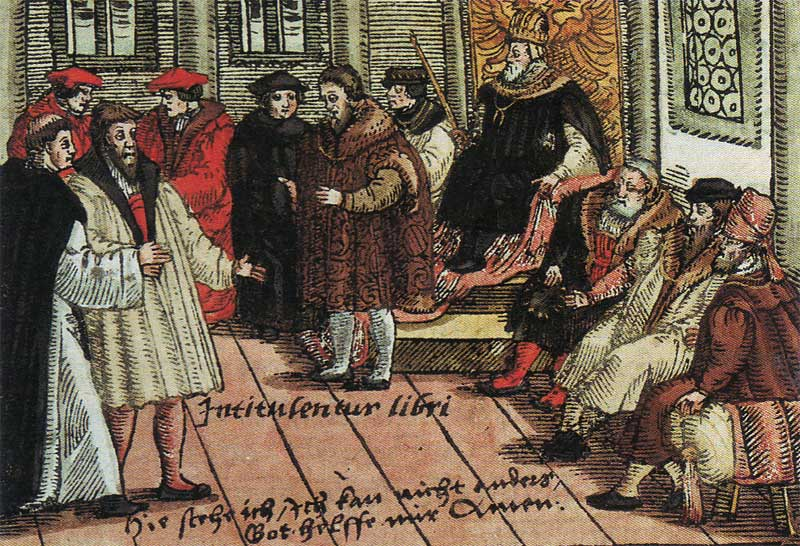
Luter a Worms

- 16 de març - illa d'Homonhon (les Filipines): Fernão de Magalhães descobreix aquesta illa; després n'anirà descobrint d'altres de l'arxipèlag de les Filipines.
- 23 abril - Els comuners són derrotats a Villalar (Valladolid) per les tropes de Carles I de Castella en la Guerra de les Comunitats de Castella.
- 8 de maig: la Dieta de Worms condemna les predicacions i els escrits del frare Martí Luter.[1]

## Naixements
Països Catalans
Resta del món
- 4 d'agost - Roma: Urbà VII, papa (m. 1590).[2]

## Necrològiques
Països Catalans
Resta del món
- 20 d'abril - Pequín (Xina): Zhu Houzhao, onzè emperador de la Dinastia Ming amb el nom d'emperador Zhengde (n. 1491).[3]

- 27 d'abril - illa de Mactán (les Filipines): Fernão de Magalhães, navegant portuguès, en un enfrontament amb els indígenes de l'illa, comandats per Lapu-Lapu (n. c. 1480).[4]